# 1Y busz (Ózd)
Az ózdi 1Y jelzésű autóbuszvonal az Autóbusz-állomás és a Pázmány út 150. között húzódott, amelyet a Borsod Volán Zrt. üzemeltetett.

## Közlekedése
| Viszonylat                         | Indításszám     | Közlekedési rend     |
| ---------------------------------- | --------------- | -------------------- |
| Autóbusz-állomás – Pázmány út 150. | 4 oda, 5 vissza | munkanapokon         |
| Autóbusz-állomás – Pázmány út 150. | 5 pár           | szabadnapokon        |
| Autóbusz-állomás – Pázmány út 150. | 3 pár           | munkaszüneti napokon |

## Megállóhelyei
| 0 | Autóbusz-állomás végállomás               | 0.0 km | 0 |
| 1 | Kohász szálló                             | 0.5 km | 1 |
| 2 | 48-as út 8. (↓) József Attila utca 3. (↑) | 0.9 km | 2 |
| 3 | Petőfi tér                                | 1.2 km | 3 |
| 4 | Pázmány út 39.                            | 1.7 km | 4 |
| 5 | Pázmány út 150. végállomás                | 2.8 km | 6 |